# Fußball-Weltmeisterschaft 2014/Mexiko
Dieser Artikel behandelt die mexikanische Fußballnationalmannschaft bei der Fußball-Weltmeisterschaft 2014. Mexiko nahm zum 15. Mal an der Endrunde teil und ist neben Brasilien die einzige Mannschaft, die an allen Endrunden in Südamerika teilnahm. Die Mexikaner schieden zum sechsten Mal in Folge im Achtelfinale aus.

## Qualifikation
Mexiko qualifizierte sich über die Qualifikationsspiele der CONCACAF und begann die Qualifikation mit Trainer José Manuel de la Torre, der dabei auch auf die Spieler setzte, die bei den Olympischen Spielen 2012 die Goldmedaille gewonnen hatten. Das Team nahm erst ab der dritten Qualifikationsrunde teil und dabei traf die Mannschaft auf Costa Rica, El Salvador sowie erstmals in von der FIFA anerkannten Länderspielen auf Guyana. Hierbei wurde mit sechs Siegen in sechs Spielen souverän der erste Gruppenplatz belegt und die vierte Qualifikationsrunde erreicht.
In der vierten Runde traf Mexiko in einer Sechsergruppe erneut auf Costa Rica, sowie die USA, Honduras, Panama und Jamaika. Mexiko begann diese Runde mit fünf Remis (davon vier torlos) und einem 1:0-Sieg gegen Jamaika und verlor dann erstmals im Aztekenstadion gegen Honduras, was zur Entlassung von José Manuel de la Torre führte. Aber auch unter Luis Fernando Tena, mit dem Mexiko die olympische Goldmedaille gewonnen hatte, wurde das nächste Spiel gegen die USA verloren, der daraufhin von Víctor Manuel Vucetich abgelöst wurde. Er holte Rafael Márquez zur Stabilisierung der Abwehr zurück in die Mannschaft und konnte gegen Panama gewinnen – womit Mexiko gleichzeitig als erster Mannschaft der 100. Sieg in einem WM-Qualifikationsspiel gelang. Da aber das letzte Spiel gegen Costa Rica wieder verloren wurde, wurde erneut der Trainer gewechselt. Dass Mexiko überhaupt noch die Chance hatte sich für die WM zu qualifizieren, hatten sie dem Einsatz des Erzrivalen USA zu verdanken. Denn durch den Sieg der bereits qualifizierten Mannschaft aus Costa Rica gegen Mexiko war Mexiko auf das Ergebnis des Spiels Panama gegen die bereits als Gruppensieger feststehende Mannschaft der USA angewiesen. Panama führte bis zur 90. Minute mit 2:1 und wäre damit bei gleicher Punktzahl und Tordifferenz wie Mexiko, aber mehr geschossenen Toren (10 gegenüber 7) als Gruppenvierter für die Interkontinental-Playoffs gegen Neuseeland qualifiziert gewesen. Dann schossen die USA innerhalb von zwei Minuten der Nachspielzeit noch zwei Tore, so dass Panama noch hinter Mexiko zurückfiel. Nach dem erneuten Trainerwechsel – nun war Miguel Herrera für die Mannschaft verantwortlich – wurden die beiden Spiele gegen Neuseeland dann problemlos gewonnen, so dass sich Mexiko als vorletztes Land für die WM qualifizierte. Wie das als letzte Mannschaft qualifizierte Uruguay benötigte Mexiko die meisten Qualifikationsspiele aller für Brasilien qualifizierten Mannschaften. Nur die nicht qualifizierten Mannschaften Jordanien und Panama bestritten mehr Qualifikationsspiele (je 20).

### Gruppenphase

#### Dritte Runde
| Pl. | Team        | Sp. | S | U | N | Tore    | Diff. | Punkte |
| --- | ----------- | --- | - | - | - | ------- | ----- | ------ |
| 1.  | Mexiko      | 6   | 6 | 0 | 0 | 015:200 | +13   | 18     |
| 2.  | Costa Rica  | 6   | 3 | 1 | 2 | 014:500 | +9    | 10     |
| 3.  | El Salvador | 6   | 1 | 2 | 3 | 008:110 | −3    | 05     |
| 4.  | Guyana      | 6   | 0 | 1 | 5 | 005:240 | −19   | 01     |

Spielergebnisse
| Datum      | Ort          | Heimmannschaft | - | Gast        | Ergebnis  | Torschützen für Mexiko                                                         |
| ---------- | ------------ | -------------- | - | ----------- | --------- | ------------------------------------------------------------------------------ |
| 08.06.2012 | Mexiko-Stadt | Mexiko         | – | Guyana      | 3:1 (2:0) | Salcido (10.), dos Santos (15.), Rodrigues (51./ET)                            |
| 12.06.2012 | San Salvador | El Salvador    | – | Mexiko      | 1:2 (0:0) | Zavala (60.), Moreno (82.)                                                     |
| 07.09.2012 | San José     | Costa Rica     | – | Mexiko      | 0:2 (0:1) | Salcido (44.), Zavala (52.)                                                    |
| 11.09.2012 | Mexiko-Stadt | Mexiko         | – | Costa Rica  | 1:0 (0:0) | Chicharito (61.)                                                               |
| 12.10.2012 | Houston      | Guyana         | – | Mexiko      | 0:5 (0:0) | Guardado (78.), Peralta (79.), Pollard (82./ET), Chicharito (84.), Reyna (86.) |
| 16.10.2012 | Torreón      | Mexiko         | – | El Salvador | 2:0 (0:0) | Peralta (64.), Chicharito (85.)                                                |

#### Vierte Runde
| Pl. | Team               | Sp. | S | U | N | Tore    | Diff. | Punkte |
| --- | ------------------ | --- | - | - | - | ------- | ----- | ------ |
| 1.  | Vereinigte Staaten | 10  | 7 | 1 | 2 | 015:800 | +7    | 22     |
| 2.  | Costa Rica         | 10  | 5 | 3 | 2 | 013:700 | +6    | 18     |
| 3.  | Honduras           | 10  | 4 | 3 | 3 | 013:120 | +1    | 15     |
| 4.  | Mexiko             | 10  | 2 | 5 | 3 | 007:900 | −2    | 11     |
| 5.  | Panama             | 10  | 1 | 5 | 4 | 010:140 | −4    | 08     |
| 6.  | Jamaika            | 10  | 0 | 5 | 5 | 005:130 | −8    | 05     |

Spielergebnisse
| Datum      | Ort            | Heimmannschaft | - | Gast       | Ergebnis  | Torschützen für Mexiko          |
| ---------- | -------------- | -------------- | - | ---------- | --------- | ------------------------------- |
| 06.02.2013 | Mexiko-Stadt   | Mexiko         | – | Jamaika    | 0:0       |                                 |
| 22.03.2013 | San Pedro Sula | Honduras       | – | Mexiko     | 2:2 (0:1) | Chicharito (28., 54.)           |
| 26.03.2013 | Mexiko-Stadt   | Mexiko         | – | USA        | 0:0       |                                 |
| 04.06.2013 | Kingston       | Jamaika        | – | Mexiko     | 0:1 (0:0) | De Nigris (48.)                 |
| 07.06.2013 | Panama-Stadt   | Panama         | – | Mexiko     | 0:0       |                                 |
| 11.06.2013 | Mexiko-Stadt   | Mexiko         | – | Costa Rica | 0:0       |                                 |
| 06.09.2013 | Mexiko-Stadt   | Mexiko         | – | Honduras   | 1:2 (1:0) | Peralta (6.)                    |
| 10.09.2013 | Columbus       | USA            | – | Mexiko     | 2:0 (0:0) |                                 |
| 11.10.2013 | Mexiko-Stadt   | Mexiko         | – | Panama     | 2:1 (1:0) | Peralta (39.), R. Jiménez (85.) |
| 15.10.2013 | San José       | Costa Rica     | – | Mexiko     | 2:1 (1:1) | Peralta (28.)                   |

### Relegation
13. November 2013:
Mexiko – Neuseeland 5:1 (2:0), Tore für Mexiko: Aguilar (32.), R. Jiménez (40.), Peralta (48., 80.), Márquez (84.)
20. November 2013:
Neuseeland – Mexiko 2:4 (0:3), Tore für Mexiko: Peralta (14., 29. 33.), Peña (87.)
Insgesamt wurden in den 18 Spielen 46 Spieler, darunter fünf Torhüter eingesetzt, womit Mexiko neben Südkorea die meisten Spieler aller qualifizierten Mannschaften einsetzte. Kein Spieler kam in allen Spielen zum Einsatz. Mit 16 von 18 Einsätzen war Chicharito der am häufigsten eingesetzte Spieler, der zudem mit fünf Toren zweitbester Torschütze war. Bester Torschütze war Oribe Peralta mit 10 Toren, davon fünf in den Playoffspielen gegen Neuseeland, wodurch er zusammen mit zwei anderen Spielern zweitbester Torschütze der CONCACAF war. Elf weitere Spieler erzielten die übrigen Tore. Zudem profitierte Mexiko von zwei Eigentoren gegnerischer Spieler.

## Vorbereitung
Testspiele:
- 29. Januar in San Antonio gegen Südkorea: 4:0, Tore: Oribe Peralta und Alan Pulido (3)
- 05. März in Atlanta gegen Nigeria: 0:0
- 02. April in Glendale gegen die USA: 2:2, Tore für Mexiko: Rafael Márquez und Alan Pulido
- 28. Mai in Mexiko-Stadt gegen Israel: 3:0, Tore: Miguel Layún (43. und 61.), Marco Fabián (84.)
- 31. Mai in Arlington gegen Ecuador[2]: 3:1, Tore für Mexiko: Montes (33.), Fabián (69.) und dos Santos (76.)
- 03. Juni in Chicago gegen Bosnien und Herzegowina: 0:1
- 06. Juni in Foxborough gegen Portugal: 0:1

## Endrunde
Am 9. Mai 2014 wurde der Kader benannt. Neun Spieler standen auch im Kader der letzten WM als Mexiko im Achtelfinale ausschied. Erfahrenster Spieler war Rafael Márquez, mit 12 WM-Spielen Mexikos Rekordhalter bei Weltmeisterschaften. Zehn Spieler (gekennzeichnet mit „*“) waren Mitglied des mexikanischen Kaders, der 2012 die Goldmedaille bei den Olympischen Spielen in London gewonnen hatte. Luis Montes brach sich im Testspiel gegen Ecuador kurz vor der WM das rechte Schien- und Wadenbein und fiel deshalb verletzt aus.

### Kader
| Nr.               | Name                 | Verein vor WM-Beginn 1, 2 | Länderspiel- einsätze 3 | Länderspiel- tore 3 | Geburtstag         | Spiele   | Tore     |          |          |          | WM-Teilnahmen    | WM-Spiele (insgesamt) | WM-Tore (insgesamt) |
| Torhüter          | Torhüter             | Torhüter                  | Torhüter                | Torhüter            | Torhüter           | Torhüter | Torhüter | Torhüter | Torhüter | Torhüter | Torhüter         | Torhüter              |                     |
| ----------------- | -------------------- | ------------------------- | ----------------------- | ------------------- | ------------------ | -------- | -------- | -------- | -------- | -------- | ---------------- | --------------------- | ------------------- |
| 01                | Jesús Corona*        | CD Cruz Azul              | 034                     | 0                   | 26. Januar 1981    | 0        | 0        | 0        | 0        | 0        |                  |                       |                     |
| 13                | Guillermo Ochoa      | AC AjaccioA               | 057                     | 0                   | 13. Juli 1985      | 4        | 0        | 0        | 0        | 0        | 2010             | 0                     | 0                   |
| 12                | Alfredo Talavera     | Deportivo Toluca          | 014                     | 0                   | 18. September 1982 | 0        | 0        | 0        | 0        | 0        |                  |                       |                     |
| Abwehrspieler     |                      |                           |                         |                     |                    |          |          |          |          |          |                  |                       |                     |
| 22                | Paul Aguilar         | Club América              | 029                     | 03                  | 6. März 1986       | 4        | 0        | 1        | 0        | 0        | 2010             | 1                     | 0                   |
| 18                | Andrés Guardado      | Bayer 04 Leverkusen       | 104                     | 014                 | 28. September 1986 | 4        | 1        | 1        | 0        | 0        | 2006, 2010       | 4                     | 0                   |
| 07                | Miguel Layún         | Club América              | 014                     | 02                  | 25. Juni 1988      | 4        | 0        | 0        | 0        | 0        |                  |                       |                     |
| 04                | Rafael Márquez       | Club LeónMA               | 122                     | 015                 | 13. Februar 1979   | 4        | 1        | 1        | 0        | 0        | 2002, 2006, 2010 | 12                    | 2                   |
| 15                | Héctor Moreno        | Espanyol Barcelona        | 053                     | 01                  | 17. Januar 1988    | 4        | 0        | 1        | 0        | 0        | 2010             | 2                     | 0                   |
| 16                | Miguel Ángel Ponce*  | Deportivo Toluca          | 06                      | 0                   | 12. April 1989     | 0        | 0        | 0        | 0        | 0        |                  |                       |                     |
| 05                | Diego Antonio Reyes* | FC Porto                  | 014                     | 0                   | 19. September 1992 | 1        | 0        | 0        | 0        | 0        |                  |                       |                     |
| 02                | Maza                 | Club América              | 092                     | 01                  | 20. Oktober 1981   | 4        | 0        | 0        | 0        | 0        | 2006, 2010       | 5                     | 0                   |
| 03                | Carlos Salcido*      | UANL Tigres               | 119                     | 010                 | 2. April 1980      | 2        | 0        | 0        | 0        | 0        | 2006, 2010       | 8                     | 0                   |
| Mittelfeldspieler |                      |                           |                         |                     |                    |          |          |          |          |          |                  |                       |                     |
| 20                | Javier Aquino*       | FC Villarreal             | 022                     | 0                   | 11. Februar 1990   | 1        | 0        | 0        | 0        | 0        |                  |                       |                     |
| 17                | Isaác Brizuela       | Deportivo Toluca          | 007                     | 0                   | 28. August 1990    | 0        | 0        | 0        | 0        | 0        |                  |                       |                     |
| 08                | Marco Fabián*        | CD Cruz Azul              | 015                     | 05                  | 21. Juli 1989      | 3        | 0        | 0        | 0        | 0        |                  |                       |                     |
| 06                | Héctor Herrera*      | FC Porto                  | 013                     | 0                   | 19. April 1990     | 4        | 0        | 0        | 0        | 0        |                  |                       |                     |
| 21                | Carlos Alberto Peña  | Club LeónMA               | 015                     | 02                  | 29. März 1990      | 1        | 0        | 0        | 0        | 0        |                  |                       |                     |
| 23                | José Juan Vázquez    | Club LeónMA               | 005                     | 0                   | 14. März 1988      | 3        | 0        | 1        | 0        | 0        |                  |                       |                     |
| Stürmer           |                      |                           |                         |                     |                    |          |          |          |          |          |                  |                       |                     |
| 10                | Giovani dos Santos*  | FC Villarreal             | 074                     | 015                 | 11. Mai 1989       | 4        | 1        | 0        | 0        | 0        | 2010             | 4                     | 0                   |
| 14                | Chicharito           | Manchester United         | 061                     | 035                 | 1. Juni 1988       | 4        | 1        | 0        | 0        | 0        | 2010             | 4                     | 2                   |
| 09                | Raúl Jiménez*        | Club América              | 023                     | 04                  | 5. Mai 1991        | 1        | 0        | 0        | 0        | 0        |                  |                       |                     |
| 19                | Oribe Peralta*       | Santos Laguna             | 028                     | 017                 | 12. Januar 1984    | 4        | 1        | 0        | 0        | 0        |                  |                       |                     |
| 11                | Alan Pulido          | UANL Tigres               | 006                     | 04                  | 8. März 1991       | 0        | 0        | 0        | 0        | 0        |                  |                       |                     |
| Trainerstab       |                      |                           |                         |                     |                    |          |          |          |          |          |                  |                       |                     |
|                   | Miguel Herrera       | Trainer                   | 14 4                    | 0 4                 | 18. Februar 1968 5 | 4        |          |          |          |          |                  |                       |                     |
|                   |                      | Trainerassistent          |                         |                     |                    |          |          |          |          |          |                  |                       |                     |
|                   |                      | Torwarttrainer            |                         |                     |                    |          |          |          |          |          |                  |                       |                     |
|                   |                      | Konditionstrainer         |                         |                     |                    |          |          |          |          |          |                  |                       |                     |

### Gruppenphase
Bei der am 6. Dezember 2013 vorgenommenen Auslosung der Endrunde wurde Mexiko der Gruppe A mit Gastgeber und Gruppenkopf Brasilien, sowie Kamerun und Kroatien zugelost.
Gegen Brasilien spielte Mexiko auch in den WM-Vorrunden 1950, 1954 und 1962 (Bilanz: 0:11 Tore, 3 Niederlagen). Zuletzt gab es eine 0:2-Niederlage beim FIFA-Konföderationen-Pokal 2013. Davor gelang aber der Sieg im Finale bei den Olympischen Spielen 2012 gegen eine mit zahlreichen derzeitigen A-Nationalspielern besetzte brasilianische Mannschaft. Brasilien ist nach den USA und Costa Rica dritthäufigster Gegner der Mexikaner. Die Vor-WM-Bilanz ist mit 10 Siegen, 6 Remis und 22 Niederlagen negativ. Gegen Kamerun gab es zuvor erst ein Freundschaftsspiel, das am 22. September 1993 in Los Angeles mit 1:0 gewonnen wurde. Kroatien war zuvor dreimal der Gegner. Der zuvor einzige Sieg bei zwei Niederlagen gelang in der Vorrunde der WM 2002.
Mannschaftsquartier war das Hotel Parque Balneário in Santos.
Alle drei Spielorte lagen an der Atlantikküste. In Fortaleza spielte Mexiko bereits beim Confed-Cup ebenfalls gegen Brasilien. In den beiden anderen Spielorten hatte Mexiko vor der WM noch nie gespielt.
| Rang | Land      | Tore | Punkte |
| ---- | --------- | ---- | ------ |
| 1    | Brasilien | 7:2  | 7      |
| 2    | Mexiko    | 4:1  | 7      |
| 3    | Kroatien  | 6:6  | 3      |
| 4    | Kamerun   | 1:9  | 0      |

- Fr., 13. Juni 2014, 13:00 Uhr (18:00 Uhr MESZ) in Natal
 Mexiko –  Kamerun 1:0 (0:0)

Ihr erstes WM-Spiel 2014 gewann die mexikanische Nationalmannschaft gegen die von Volker Finke trainierte Auswahl Kameruns hochverdient. „El Tri“ war über weite Strecken die spielbestimmende Mannschaft und erzielte bereits in der ersten Halbzeit zwei reguläre Treffer, denen vom kolumbianischen Schiedsrichtergespann allerdings die Anerkennung verweigert wurde. So dauerte es bis zur 61. Minute, ehe erneut Giovani dos Santos auf das Tor schoss (er war auch der Schütze beider zuvor nicht anerkannter Treffer) und somit die Vorarbeit zum spielentscheidenden 1:0 durch Oribe Peralta legte, der den vom kamerunischen Schlussmann Charles Itandje abgewehrten Ball im Nachschuss verwandeln konnte.
- Di., 17. Juni 2014, 16:00 Uhr (21:00 Uhr MESZ) in Fortaleza
 Brasilien –  Mexiko 0:0

Mexiko bestätigte im zweiten Gruppenspiel gegen den Gastgeber, warum sie der Angstgegner des Rekordweltmeisters sind; denn von den vorangegangenen 15 Begegnungen seit 1999 gewann Mexiko acht, Brasilien nur vier und drei Partien endeten unentschieden.
Gegen einen früh attackierenden Gegner kam die Seleção nur zu wenigen Torchancen, die allesamt vom überragenden mexikanischen Torhüter Guillermo Ochoa zunichtegemacht wurden. Nach einer knappen halben Stunde entschärfte er mit einer spektakulären Parade einen gefährlichen Kopfball von Neymar und im weiteren Spielverlauf parierte Ochoa mehrere Schüsse aus kürzester Distanz. Folglich wurde Ochoa, bei dem sich sein Mannschaftskapitän Rafael Márquez bedankte („Unser Keeper hat uns gerettet“), zum „Player of the Match“ gewählt. Ochoa selbst sagte nachher: „Ich danke Gott für dieses Spiel. Ich habe hart gearbeitet und bin jetzt sehr glücklich.“
- Mo., 23. Juni 2014, 17:00 Uhr (22:00 Uhr MESZ) in Recife
 Kroatien –  Mexiko 1:3 (0:0)

In der an Höhepunkten armen ersten Halbzeit hatten die Mexikaner die beste Torchance, als Héctor Herrera in der 16. Minute aus rund 20 Metern abzog, aber nur das Lattenkreuz traf. Die Einwechslung von Chicharito (für Dos Santos) in der 62. Minute als zweite nominelle Spitze neben Oribe Peralta wirkte als Initialzündung für „El Tri“, die sich nunmehr „Chancen im Minutentakt“ erarbeitete. Nachdem Mexiko in der 64. Minute ein Handelfmeter verweigert worden war, als Srna einen Schuss von Guardado im Stil eines Torwarts geklärt hatte, köpfte Ćorluca eine Minute später einen ansonsten direkt verwandelten Eckball von der Linie und wiederum eine Minute später rettete Kroatiens Torhüter Pletikosa gegen Aguilar. In der 72. Minute brach der Bann. Márquez köpfte einen von Herrera geschlagenen Eckball zur 1:0-Führung ein und Guardado ließ drei Minuten später mit einem strammen Schuss das 2:0 folgen. Die endgültige Entscheidung fiel, als der 20 Minuten zuvor eingewechselte Chicharito in der 82. Minute das 3:0 per Kopf erzielte. Den Ehrentreffer für die Kroaten erzielte Perišić gegen nicht mehr ganz so aufmerksame Mexikaner in der 87. Minute. Es war in der Gruppenphase das einzige Gegentor für Mexikos Torhüter Ochoa, dem es somit vergönnt blieb, den innermexikanischen Rekord seines Landsmanns Ignacio Calderón einzustellen, der die Vorrunde der im eigenen Land ausgetragenen WM 1970 ohne Gegentor überstanden hatte.

### K.-o.-Runde
- Achtelfinale: So. 29. Juni 2014, 13:00 Uhr (18:00 MESZ) in Fortaleza 
 Niederlande –  Mexiko 2:1 (0:0)

Die Mexikaner trafen zuvor sechsmal auf die Niederländer (2 Siege, 1 Remis und 3 Niederlagen), bei Weltmeisterschaften aber erst einmal: 1998 in der Vorrunde, wo sie sich 2:2 trennten.
Die Niederlande begannen verhalten und Mexiko übernahm das Spiel über weite Strecken der ersten Halbzeit. Die besten Chancen hatte „El Tri“ durch Herrera in der 17. Minute, als dieser aus rund 15 Metern knapp am Tor vorbeizielte und in der 42. Minute, als Hollands Keeper Cillessen einen Schuss von Dos Santos aus spitzem Winkel mit dem Knie abwehrte. Unmittelbar vor dem Pausenpfiff wurde Robben durch ein „Doppelfoul“ von Márquez und Moreno zu Fall gebracht, aber der fällige Elfmeterpfiff blieb aus. In der dritten Minute der zweiten Halbzeit brachte Dos Santos „El Tri“ mit einem strammen Schuss aus rund 23 Metern in Führung. In der 57. Minute parierte Mexikos überragender Torwart Ochoa mit einem Reflex einen Ball von De Vrij aus vier Metern Entfernung und in der 72. Minute entschärfte er einen gefährlichen Schuss von Robben aus spitzem Winkel. In der Schlussphase wurde der Druck der Niederländer immer stärker und nach einem in der 88. Minute von Robben getretenen Eckstoß legte Huntelaar mit dem Kopf auf Sneijder auf, der mit einem strammen Schuss aus rund 14 Metern den Ausgleich erzielte. Nach einem weiteren Foul von Márquez an Robben in der zweiten Minute der Nachspielzeit entschied Schiedsrichter Proença diesmal auf Strafstoß, den Huntelaar zum 2:1-Endstand für „Oranje“ verwandelte. Somit schied Mexiko zum sechsten Mal in Folge im Achtelfinale einer WM aus (1994 im Elfmeterschießen gegen Bulgarien, 1998 ebenfalls nach 1:0-Führung und zwei späten Gegentoren mit 1:2 gegen Deutschland, 2002 mit 0:2 gegen den Erzrivalen USA sowie 2006 und 2010 jeweils gegen Argentinien).

## Trivia
- In der ersten Halbzeit aller vier WM-Spiele der Mexikaner fielen keine Tore.
- Alle Gegentore für die Mexikaner fielen erst nach der 86. Minute.
- In allen WM-Spielen von „El Tri“ wurde stets ein Mexikaner zum „Player of the Match“ gewählt. Torhüter Ochoa wurde diese Auszeichnung gleich zweimal zuteil.

## Sportliche Auswirkungen
In der FIFA-Weltrangliste kletterte Mexiko 2 Plätze von Platz 20 auf Platz 18.